# Henry Flitcroft

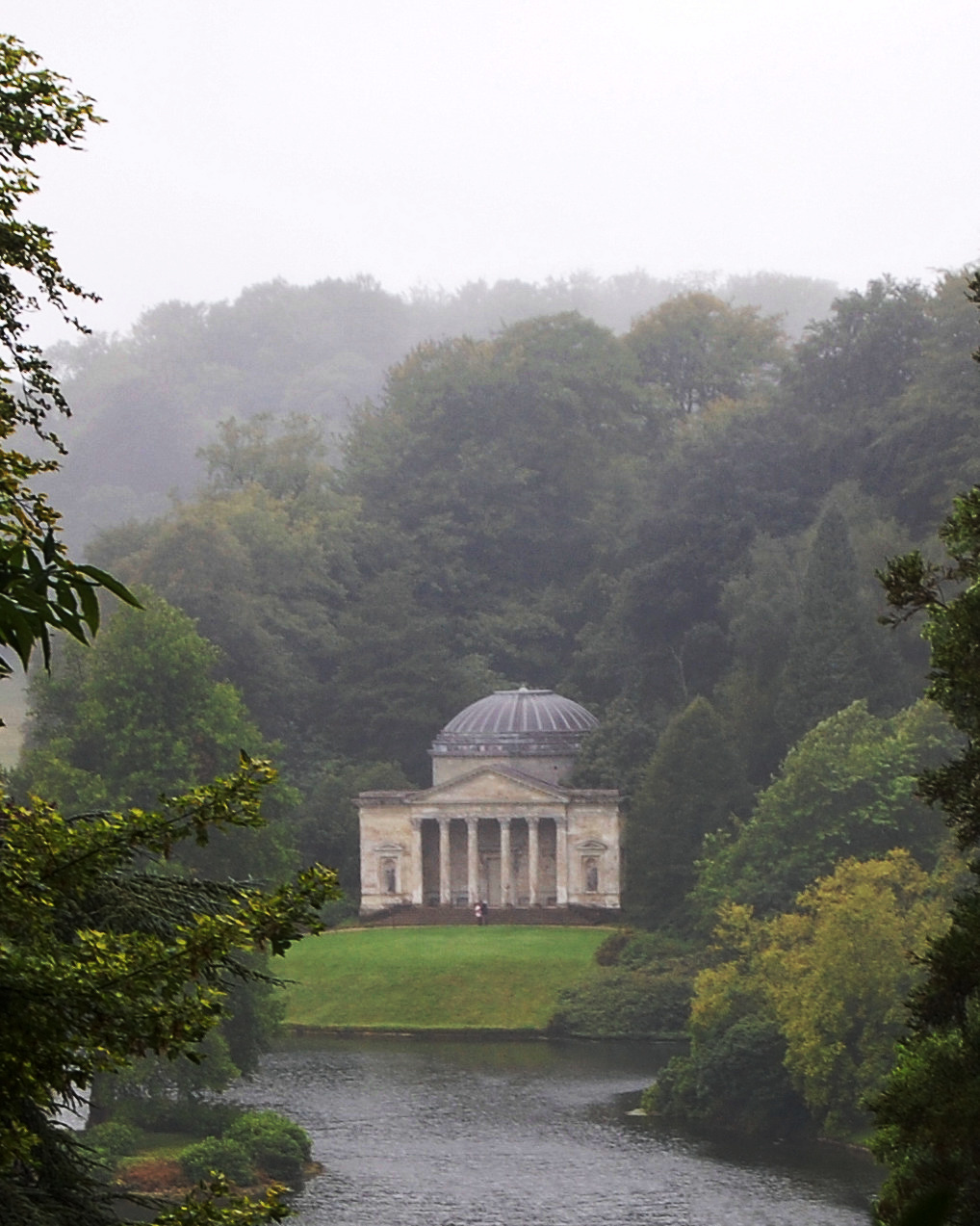
The Pantheon, Stourhead

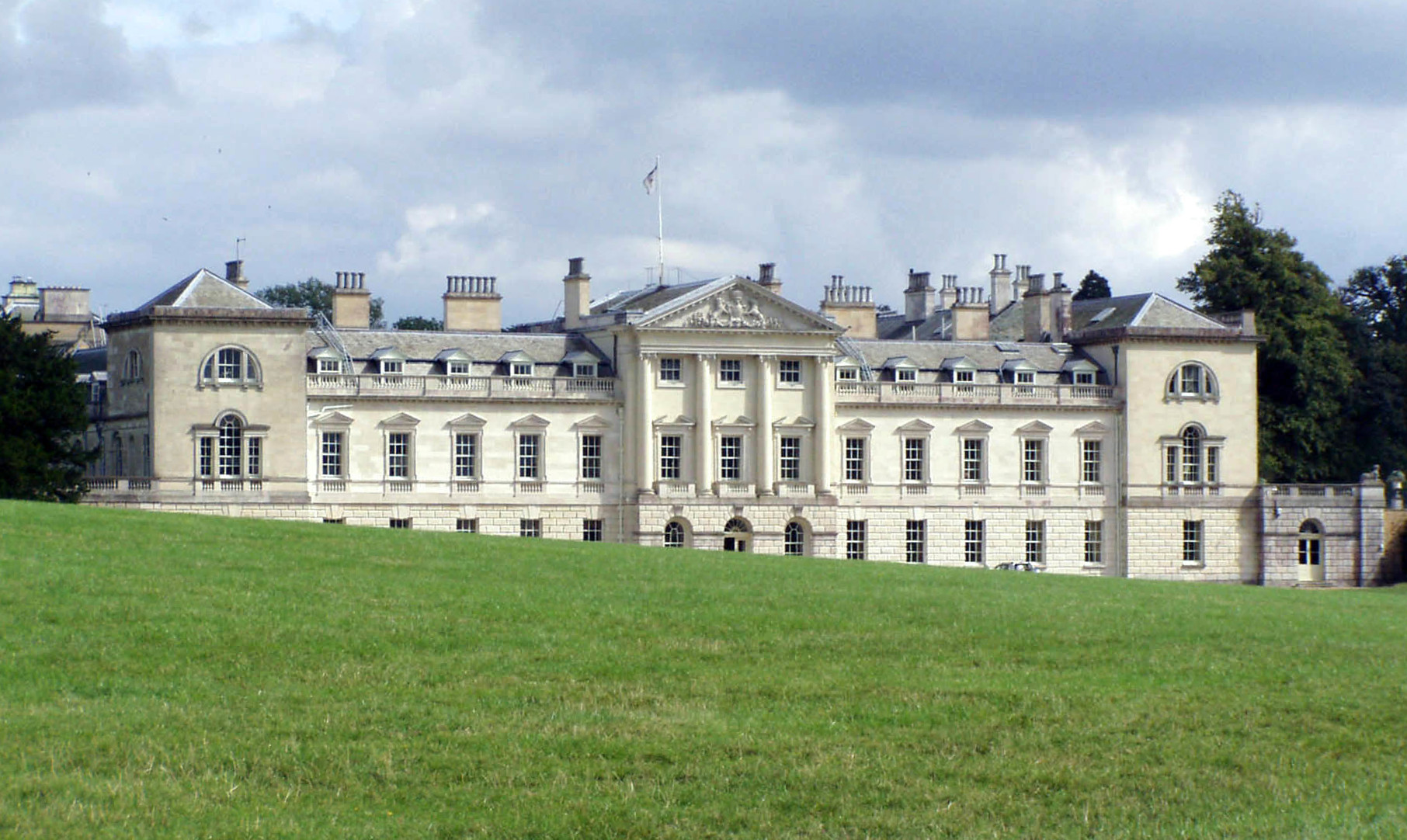
Woburn Abbey

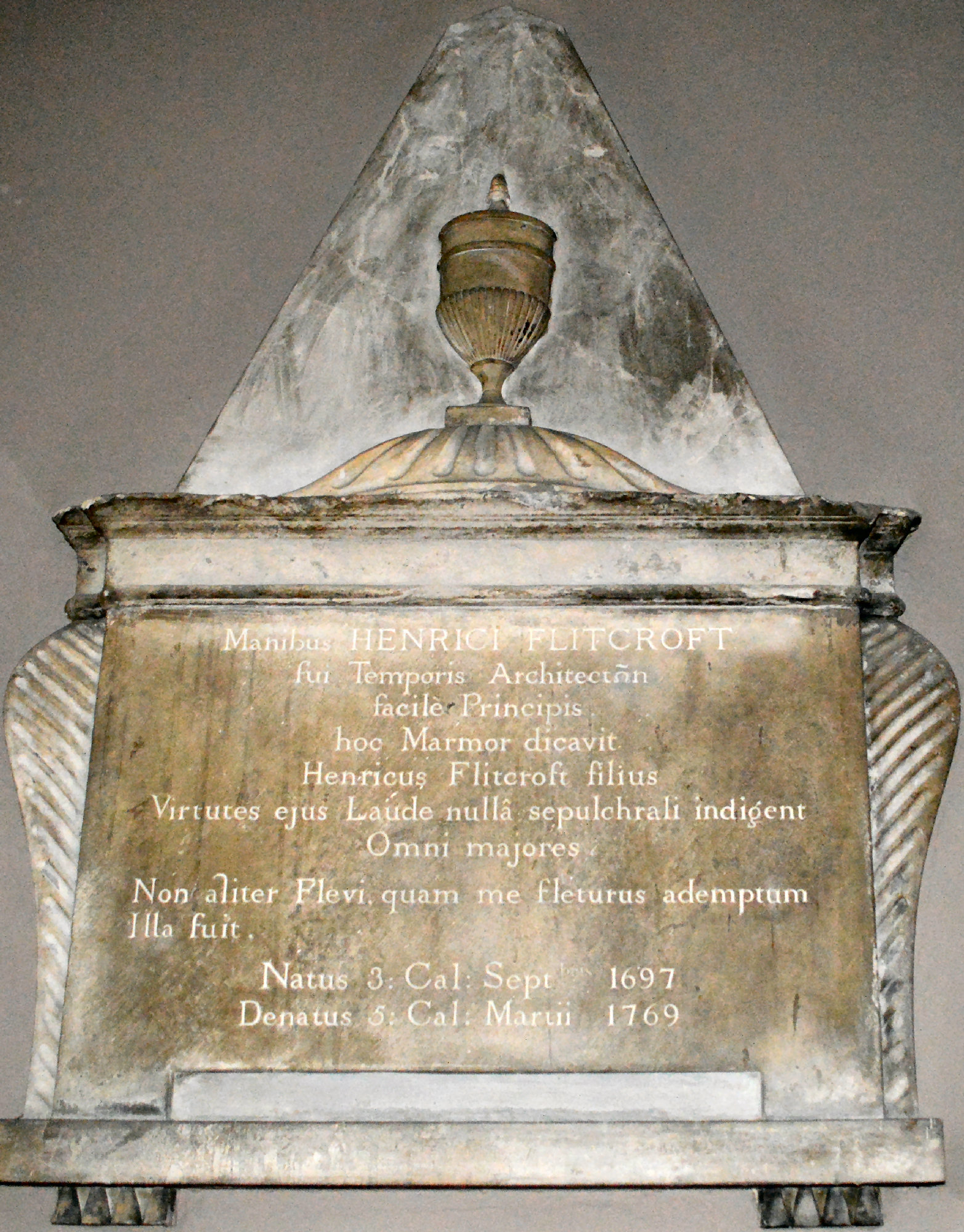
Denkmal in St Mary’s church, Teddington

Henry Flitcroft (* 30. August 1697 wahrscheinlich in Hampton Court; † 25. Februar 1769 in Hampstead) war ein Architekt des englischen Palladianismus.
Henry Flitcroft war der Sohn eines Gärtners in Hampton Court Palace und erfuhr seine erste Handwerksausbildung als Tischler. Bei Arbeiten in Burlington House entdeckte und förderte Lord Burlington seine zeichnerischen Fähigkeiten und verschaffte ihm 1726 eine staatliche Anstellung. Daneben arbeitete Flitcroft an privaten Aufträgen für den Adel. So errichtete er unter anderem 1740 Wentworth Woodhouse für Lord Malton und 1747 Woburn Abbey für den Duke of Bedford, beide als Landhäuser in dem von Lord Burlington geförderten palladianischen Stil. Für das Kirchenbauprogramm von Fünfzig Neuen Kirchen in London baute Flitcroft in den Jahren 1731 bis 1734 St Giles-in-the-Fields. Von 1746 bis 1756 war Flitcroft zudem für den Bau von St Paul’s Cathedral verantwortlich. Beim städtebaulichen Ausbau Londons war Flitcroft auch unternehmerisch engagiert, indem er für die von ihm entworfenen, meist sehr schlicht gehaltenen Häusergruppen auch die Steinlieferungen und die Bauausführung übernahm.
Flitcroft gehört der zweiten Generation der englischen Palladianisten in der Nachfolge Lord Burlingtons an, für dessen Publikationen er Zeichnungen erstellte. Flitcroft heirate 1724 Sarah Minns, aus der Ehe ging ein Sohn, gleichfalls Henry, hervor.